# Aubrieta
Az Aubrieta a keresztesvirágúak (Brassicales) rendjébe és a káposztafélék (Brassicaceae) családjába tartozó nemzetség.

## Előfordulásuk
Az Aubrieta-fajok eredeti előfordulási területe Olaszországtól kezdve keletre haladva Délkelet-Európán - a legészakibb határát Románia képezi - és Törökországon keresztül, Irakig és Iránig tart. Délen az elterjedése leér Libanonig és a Kréta szigetig. Nyugat- és Közép-Európába, valamint Kaliforniába betelepítette az ember.
Több mesterségesen kialakított hibridjét is dísznövényként tartják.

## Rendszerezés
A nemzetségbe az alábbi 20 faj és 2 hibrid tartozik:
- Aubrieta albanica F.K.Mey. & J.E.Mey.
- Aubrieta alshehbazii Dönmez, Ugurlu & M.A.Koch
- Aubrieta anamasica Pe?men & Güner
- Aubrieta canescens (Boiss.) Bornm.
- Aubrieta columnae Guss.
- Aubrieta deltoidea (L.) DC.
- Aubrieta edentula Boiss.
- Aubrieta ekimii Yüzb., Al-Shehbaz & M.Koch
- Aubrieta erubescens Griseb.
- Aubrieta glabrescens Turrill
- Aubrieta gracilis Spruner ex Boiss.
- Aubrieta intermedia Heldr. & Orph. ex Boiss.
- Aubrieta libanotica Boiss. & Hohen.
- Aubrieta olympica Boiss.
- Aubrieta parviflora Boiss.
- Aubrieta pinardii Boiss.
- Aubrieta scardica (Wettst.) Gustavsson
- Aubrieta scyria Halácsy
- Aubrieta thessala H.Boissieu
- Aubrieta vulcanica Hayek & Siehe

- kerti pázsitviola (Aubrieta x cultorum) Bergmans
- Aubrieta × hybrida Hausskn.